# Onthophagus fuscatus
Onthophagus fuscatus là một loài bọ cánh cứng trong họ Bọ hung (Scarabaeidae).